# زيباي
زيباي (Zby) هو جنس منقرض من عظاءات تيروال من ديناصور الصوروبودا. تعود لعصر الجوراسي المتأخر (أواخر مرحلة الكيمريدجي) من تشكيل «لورينها» (Lourinhã)، وسط غرب البرتغال. لديها نوع واحد (Zby atlanticus). سميت على اسم جورج زبيشوسكي، الذي درس الجيولوجيا وعلم الحفريات في البرتغال.

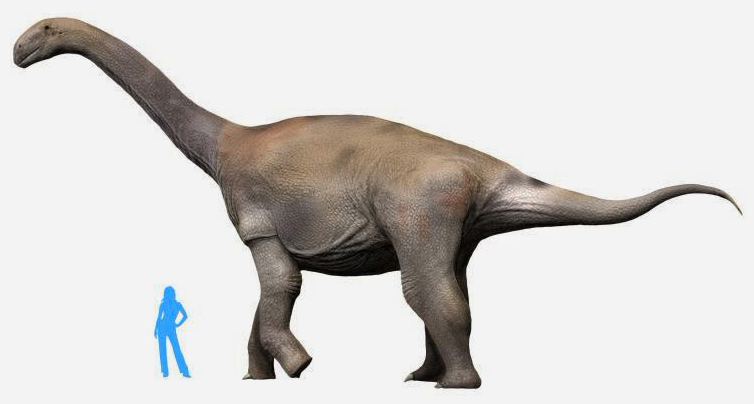
Life reconstruction of Zby atlanticus and size comparasion.